# Katedrala Santa María la Menor
Katedrala Santa María la Menor nalazi se u Santo Domingu u Dominikanskoj Republici. 
Posvećena je Utjelovljenju Blažene Djevice Marije. To je najstarija katedrala u Americi, koja se počela graditi 1512., a završena je 1540. godine. Nadbiskupija kojoj pripada katedrala, nekada je imala naslov primasa Amerike, i jedina je takva nadbiskupija.
Katedrala ima elemente gotike i baroka s ponekim elementima pleterskog stila, kao na primjeru visokog oltara klesanog od srebra. Tu je također riznica, koja ima izvrsnu umjetničku kolekciju starih drvenih rezbarija, namještaja, nadgrobnih spomenika, srebra i nakita.

## Povijest
Katedralu je posvetio papa Julije II. 1504. godine, a gradnja je započela 1512. godine pod vodstvom biskupa Fraya Garcíje Padille. Izgradnju je vodio Luis Moya, prema planovima koje je dizajnirao Alonso Rodriguez iz Sevilje u Španjolskoj. Od 1523., izgradnja postiže kontinuirani napredak do posvećenja u 1541. godini. Dana, 12. veljače 1546., na zahtjev cara Karla V., papa Pavao III. odobrio je status metropolitanske katedrale i primasa Amerike.  
Katedrala je također bila sjedište nadbiskupije Santo Domingo, koja je nosila spomenuti naslov primasa. Godine 1920., papa Benedikt XV. dao je katedrali naslov manje bazilike.

## Arhitektura
Prva primjetna značajka strukture su čvrste vapnenačke stijene i tri vrata, od kojih su dva gotička, a treća glavna vrata su platerskoga stila. Postoji dvanaest bočnih kapela, tri lađe i broda. Hodnici imaju križno nadsvođene stropove. Dužina bazilike je 54 metara. Širina svakog od triju brodova je 23 metara, visina do nadsvođenih stropova je 16 metara, a ukupna površina je 3,000 četvornih metara. Sve bočne kapele nisu bile uključene u izvorni plan zgrade, nego su nastajale s vremenom.
Katedrala također ima vlastitu riznicu, koja sadrži: slike, stare rezbarije, namještaj, skulpture i nadgrobne spomenike. Tu su i predmeti, koji su se koristili u pogrebnim procesijama nekoliko nadbiskupa. Od drugih zanimljivosti, tu je nadgrobni spomenik Simona Bolivara, jednog od rođaka istoimenog državnika Simona Bolivara. U katedrali su jedno vrijeme bili i posmrtni ostaci Kristofora Kolumba, prije njihovog smještaja u sadašnje posljednje počivališta u Faro a Colonu.